# Maryam Bisharat
Maryam Bishārāt (Nablus) foi a primeira atleta palestiana a ganhar uma medalha de ouro, no Campeonato Mundial de Júniores de Karaté de 2024, na categoria -61kg.

## Biografia
Maryam Bishārāt nasceu na cidade de Nablus, na Cisjordânia, um dos território ocupados por Israel. 
Ganhou a medalha de ouro, na categoria -61kg, no Campeonato Mundial de Karaté de Júniores e sub-21, que decorreu em Itália, em 2024. 